# Paracentrobia subflavella
Paracentrobia subflavella is een vliesvleugelig insect uit de familie Trichogrammatidae. De wetenschappelijke naam is voor het eerst geldig gepubliceerd in 1916 door Girault.